# Fayette megye (Nyugat-Virginia)
Fayette megye az Amerikai Egyesült Államokban, azon belül Nyugat-Virginia államban található. Megyeszékhelye Fayetteville, legnagyobb városa Oak Hill. Lakosainak száma 40 488 fő (2020. április 1.). Fayette megye Nicholas, Greenbrier, Summers, Raleigh és Kanawha megyékkel határos.

## Népesség
A megye népességének változása:
| Lakosok száma | 45 987 | 45 927 | 45 898 | 45 599 | 44 997 | 40 488 |
|               | 2010   | 2011   | 2012   | 2013   | 2015   | 2020   |